# Портсмутський мирний договір

Російські та японські делегати на Портсмутській конференції

Портсмутський мирний договір (рос. Портсмутский мирный договор, яп. ポーツマス条約, 日露講和条約) — договір, укладений 5 вересня 1905 між Російською імперією і Японською імперією, що завершив російсько-японську війну 1904—1905.
Мирна конференція в Портсмуті (США, штат Нью-Гемпшир) відкрилася 21 серпня (9 серпня за старим стилем) 1905, мала 12 офіційних засідань і закрилася, закінчивши свою роботу 5 вересня (23 серпня) 1905 підписанням договору про мир і двох додаткових статей до нього.
На конференції японську делегацію очолював міністр закордонних справ Комура Дзютаро і посол у США Такахіра Коґоро, а російську — голова ради міністрів Вітте Сергій Юлійович і посол у США Розен Роман Романович.

## Передумови
Незважаючи на військові успіхи, Японська імперія була виснажена у війні, тому японський уряд, починаючи з липня 1904, неодноразово намагався через Сполучене Королівство, Німецьку імперію та США схилити Російську імперію до переговорів. Цього ж домагалася дипломатія Великої Британії, Французької республіки та США, які боялися ослаблення Російської імперії, посилення позицій Німецької імперії в Європі й Японської імперії на Далекому Сході.
Перша спроба була зроблена японським послом у Великій Британії Хаясі в липні 1904 і повторена ним же після падіння Порт-Артура через німецького дипломата Еккардштейна. При цьому з японської сторони була висунута умова, щоб офіційне прохання про мир було заявлено російською стороною. Російський уряд відкинув цю пропозицію.
Ініціативу у врегулюванні російсько-японських відносин виявила Французька республіка у зв'язку з зацікавленістю в отриманні підтримки Російської імперії через Марокканську кризу (1905). За згодою російського уряду 5 квітня 1905 французький представник запропонував японському послу в Парижі Мотоно посередництво Французької республіки, попередивши, що Російська імперія погодиться на мирні переговори лише за умови виключення з вимог Японської імперії пунктів про сплату контрибуції та поступки російських територій. 13 квітня Мотоно інформував французьку сторону про відмову прийняти ці російські умови.
У зв'язку з прояпонською позицією Теодора Рузвельта, який надавав Японській імперії величезну фінансову підтримку, японська сторона звернулася за сприянням до США. 18 квітня 1905 японський посол у США Коґоро Такахіра попросив Рузвельта виступити з пропозицією про мир. Як попередню вимогу американської сторони Рузвельт поставив перед Японською імперією умову — дотримуватись в Китаї принципу «відкритих дверей» і евакуювати після закінчення війни свої сили з Маньчжурії. Японська імперія дала необхідні зобов'язання нотою від 24 квітня 1905.
Імператорський уряд, який відмовлявся до цього йти на поступки, після розгрому російської ескадри в Цусімській битві, прагнучи розв'язати собі руки для боротьби з революцією, яка почалася в Російській імперії, прийняв пропозицію Рузвельта про переговори в Портсмуті, спробувавши при цьому заручитися підтримкою Німеччини (Бйоркський договір). Коли Рузвельт на прохання японського уряду виступив із пропозицією «від свого імені і зі своєї ініціативи» про організацію мирних переговорів, Микола II цю пропозицію прийняв виходячи з позиції «внутрішній добробут важливіший за перемогу».
У ході підготовки до мирних переговорів Японська імперія домовилася про підтримку з боку Великої Британії і США. У січні 1905 Рузвельт і посол Великої Британії Дюранд домовилися про передачу Порт-Артуру і Ляодунського півострова Японській імперії. США (таємна японо-американська угода Кацура-Тафта) і Великої Британія (другий британо-японський союзний договір 1905 року) заздалегідь визнали права Японської імперії на Корею.

## Портсмутська мирна конференція

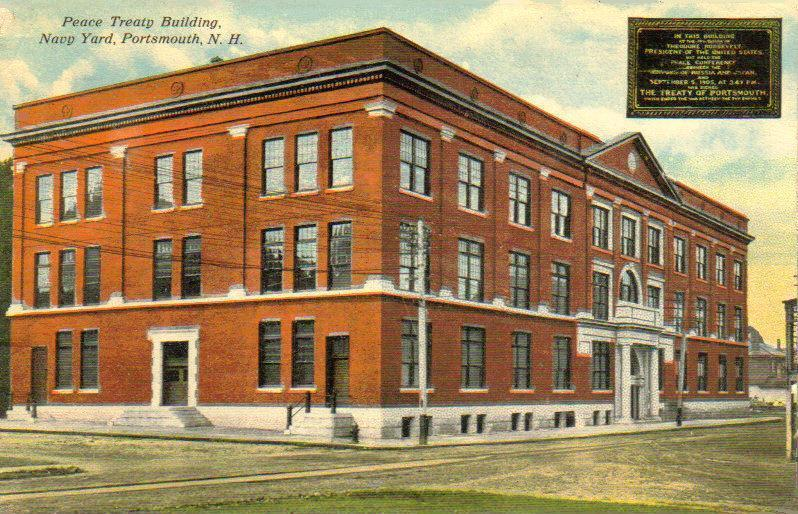
Неві Ярд — місце проведення Портсмутської мирної конференції

9 серпня 1905 відбулася попередня нарада уповноважених представників Російської й Японської імперій в Неві-Ярді. Справа обмежилася лише коротким обміном думок, у результаті якого була вироблена схема майбутньої роботи конференції.
Перша декада конференції проходила з 9 по 18 серпня 1905. Обидві сторони виступали без посередників. Перше офіційне засідання відбулося 9 серпня 1905. Це була російсько-японська зустріч без участі американців. Барон Комура через секретаря дав знати росіянам, що японська делегація готова почати переговори. Він передав Вітте аркуш із японськими умовами миру. У наданому Комурою поштовому листі зазначалось 12 умов:
1. Передача Кореї під повний контроль Японської імперії.
2. Евакуація російських військ із Маньчжурії.
3. Передача оренди Ляодунського півострова Японській імперії. Замість цього повертаються Китаю всі окуповані нею частини Маньчжурії.
4. Китай має право на розвиток торгівлі та промисловості без втручання Російської й Японської імперій.
5. Острів Сахалін (Карафуто) і всі прилеглі острови передаються Японській імперії.
6. Оренда Порт-Артуру, Таліену (Дальнього) та прилеглих територій передається Японській імперії.
7. Залізниця між Харбіном і Порт-Артуром передається Японській імперії.
8. Російська імперія має право експлуатувати КСЗ лише в промислових цілях.
9. Російська імперія відшкодовує Японській імперії витрати на війну.
10. Усі військові кораблі Російської імперії, пошкоджені в бою чи ті, що шукали притулок у нейтральних водах, повинні бути передані Японській імперії.
11. Обмеження морських повноважень Російської імперії в далекосхідних водах.
12. Необмежений рибний промисел Японської імперії у водах Японського, Охотського та Берингового морів.

На другому офіційному засіданні конференції 13 серпня 1905 Вітте передав відповідь на японські вимоги. На подальших засіданнях йшло обговорення кожного пункту до повного узгодження між сторонами. Потім рішення заносилося до протоколу. Так пункт 1 був занесений до протоколу з одним виправленням: «заходи, які Японія вважатиме за необхідне вживати в Кореї, будуть застосовані за згодою уряду Кореї». Після цього було обговорено пункти 2 і 3, що були прийняті й остаточно затверджені. Потім перейшли до обговорення пункту 5 про Сахалін. Микола Ⅱ телеграфував Вітте: «про поступку острова Сахаліну не може бути і мови, російський народ не простив би мені поступки і п'яді землі ворогу, та й совість моя так само». Після двогодинних суперечок з повною визначеністю з’ясувалося, що угода за цим пунктом недосяжна. Було вирішено перейти до пункту 6. Ляодунський півострів разом з Порт-Артуром був переданий Японській імперії, але з виправленням Вітте: Японія не буде користуватися островом зі стратегічними цілями і це володіння не послужить загрозою Уссурійському краю. Пункти 7 і 8 Микола Ⅱ вважав «неприйнятними», а в російській «відповіді» японцям пункт 7 був прийнятий «в принципі», пункт 8 «не викликав заперечень». Обговорення пункту 9 Вітте описував так: «Японці, очевидно, найбільше бажають грошей, що видно із сьогоднішніх суперечок про пункт 9…».

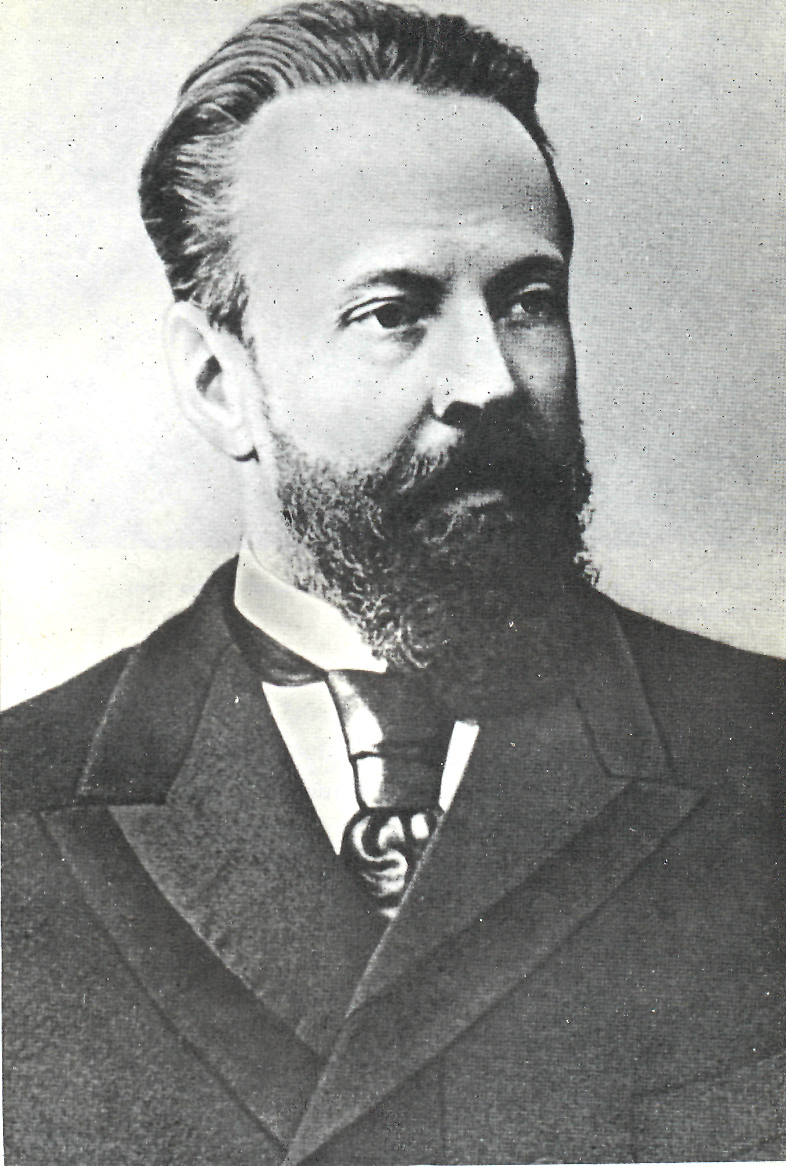
Сергій Вітте — голова російської делегації на переговорах

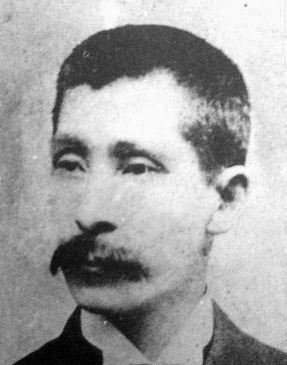
Комура Дзютаро — голова японської делегації на переговорах

Російська імперія відхилила вимоги Японської імперії щодо Сахаліну, інтернованих суден, обмеження російських морських сил на Далекому Сході та про контрибуцію. Була дана згода лише на компенсацію Японській імперії витрат на утримання військовополонених. У зв'язку з твердою позицією російської делегації, яка заявила на першому засіданні, що «на конференції немає ні переможців, ні переможених», конференція опинилася на межі провалу. Опинившись перед перспективою продовження війни Японська імперія 18 серпня 1905 року відмовилася від пунктів 9, 10, 11 (вимог обмеження морських сил, видачі інтернованих судів і сплати контрибуції) за умови згоди Російської імперії прийняти її пропозицію по пункту 5 (передачі складу Японії південної частини Сахаліну і сплати 1,2 мільярдів єн за повернення північної частини Сахаліну Росії). На цьому 1-ша декада мирної конференції була закінчена, яка чітко показала, що найдискусійнішим і проблемним стало територіальне питання, що і визначило характер взаємин сторін у майбутньому.
Однак затягування переговорів в Портсмуті однаково непокоїло і Токіо, і Санкт-Петербург. Під час аудієнції американського посла в Російській імперії Майєра у імператора, Микола Ⅱ відзначив, що готовий пришвидшити підписання мирного договору поступкою японцям південної частини острова Сахалін. Подробиці цієї бесіди стали відомі в Токіо. Японській делегації в Портсмуті була надіслана телеграма з наказом відстрочити останнє засідання делегацій двох сторін на один день. Після довгої наради прем’єр-міністр Кацура і віце-міністр надіслали японській делегації нові інструкції.
Друга декада конференції тривала з 19 по 29 серпня, але вже в присутності президента США Теодора Рузвельта. Було знову підняте питання щодо пункту 5. Японська делегація зробила наступну заяву: «Імперський уряд вирішив в знак свого миролюбства відмовитись від домагань на весь Сахалін і робить останню поступку, задовольнившись південною половиною острова». Комура запропонував «розділити Сахалін по 50 паралелі: одна половина Росії, інша — Японії, вимагав не вживати заходів, що перешкоджають вільному плаванню в Татарській протоці і протоці Лаперуза, сплати Росією за північну половину Сахаліну 1,2 мільярди єн». Хоч війна коштувала Японській імперії 2 млрд єн, але було домовлено скоротити суму, взявши до уваги «розладнані фінанси Росії». Вітте відповів, що Російська імперія погодиться «на їхню пропозицію розподілу Сахаліну з вільними протоками, але без усякої винагороди», попередивши їх, що ні на які подальші поступки він не піде. З американської сторони пішов тиск на Російську імперію з метою змусити неї прийняти умови Японської імперії, але Вітте був твердий у відстоюванні російської позиції. Не домігшись поступки від Росії Рузвельт настійно радив японській стороні не продовжувати війну через контрибуцію. Комура заявив про згоду «залишити у володінні Росії північну частину Сахаліну без усякого відшкодування, але за умови, що кордон між обома частинами острова пройде по 50° північної широти і що застереження про військові заходи, що містяться в російському повідомленні, як і зобов'язання гарантувати свободу плавання в протоках Лаперуза і Татарській будуть взаємні». Вітте зазначив, що детальне розмежування острова Сахалін, відповідніше обрисам місцевості, варто було б зробити на місці спеціальною комісією. Оскільки Комура відповів, що він розділяє цей погляд про Сахалін, питання було врегульовано, і секретарям було доручено скласти редакцію пункту 5. Дипломатично на цьому з війною було покінчено.
Протокол про перемир'я був підписаний уповноваженими 1 вересня 1905 року тільки після того, як до 29 серпня переговори привели сторони до угоди за всіма спірними пунктами. Портсмутский мирний договір складався з 15 статей. Відповідно до договору Російська імперія визнавала Корею сферою японського впливу, поступалась Японській імперії орендним правом на Ляодунський півострів з Порт-Артуром і Талієном (Дальнім) і частиною ПМЗ від Порт-Артуру до Чанчуня (Куаньченцзи) і територій та вод, які прилягали, за умови, що права власності російських підданих на цій території будуть поважатись з боку Японської імперії. Російська імперія і Японська імперія домовились повністю і одночасно евакуювати свої війська з Маньчжурії і «повернути у виняткове управління Китаю в загальному об'ємі всі частини Маньчжурії», окрім території, на яку поширювалась оренда Ляодунського півострова. Відповідно до статті 9 цього договору Російська імперія поступалась Японській імперії південною частиною острова Сахалін (до 50° північної широти) та островами, що прилягають до нього. Взаємно було домовлено не будувати на Сахаліні військових укріплень і не перешкоджати мореплаванню в Татарській протоці і протоці Лаперуза. Договір закріплював використання маньчжурських доріг обома сторонами «винятково в цілях комерційних і промислових, але аж ніяк не в цілях стратегічних». За договором Японська імперія нав'язувала також Російській імперії укладення риболовної конвенції, яка надавала японським підданим право рибної ловлі вздовж узбережжя російських володінь в Японському, Охотському і Беринговому морях. Сторони погодились також поновити торгові відносини і провести обмін військовополоненими. Також цей договір скасував дію союзного договору між Російською і Китайською імперіями від 1896 року, який передбачав військовий союз Росії і Китаю проти Японської імперії у випадку агресії останньої, і російсько-китайської конвенції від 1898 року, яка надавала Росії право оренди Ляодунського півострова (і Порт-Артуру зокрема).

## Наслідки

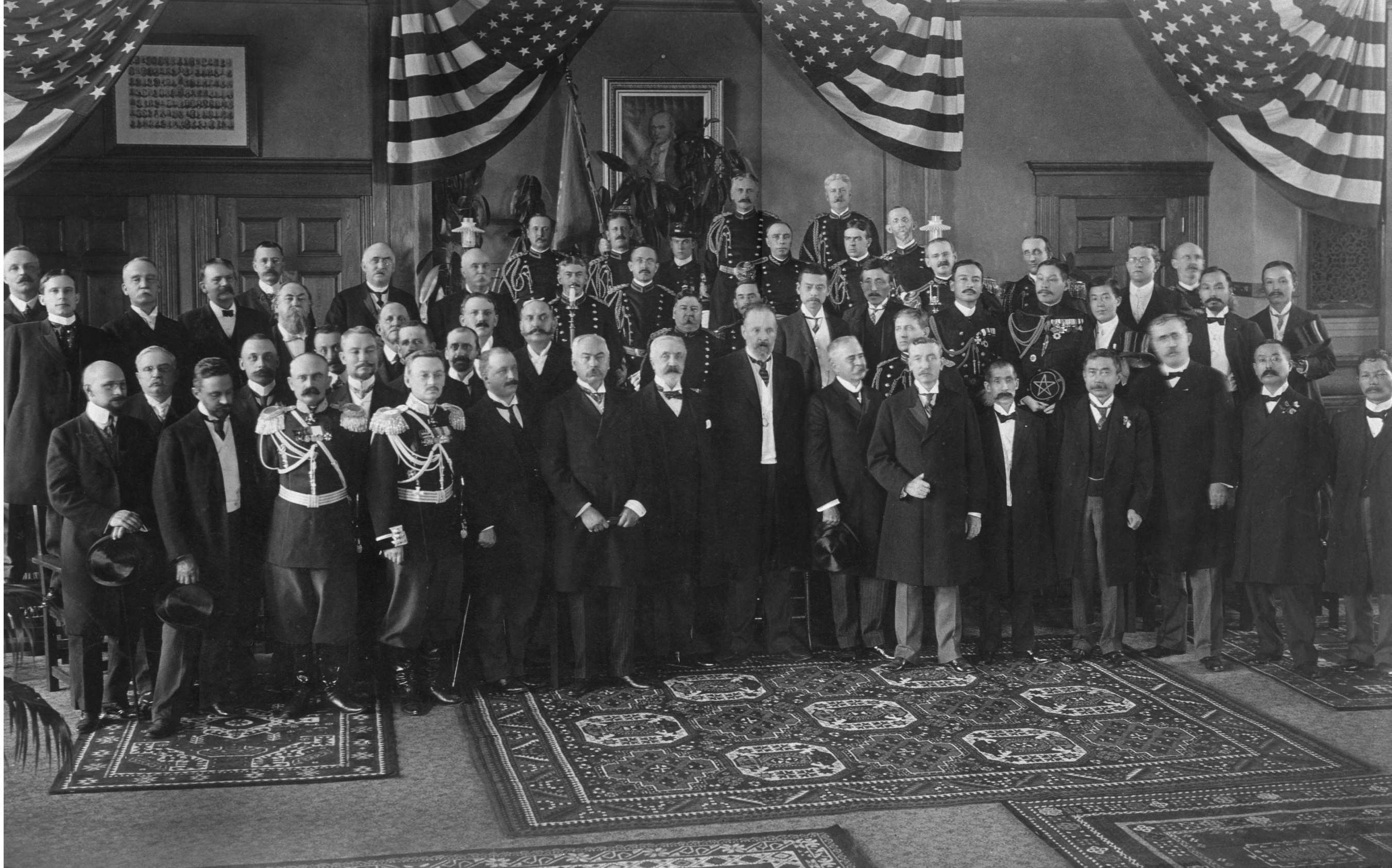
Російські та японські делегати

У підсумку після укладення мирного договору Японська імперія отримала панівне становище в Кореї і Південній Маньчжурії, що було використано пізніше японським імперіалізмом для нападу на Китай і російський Далекий Схід. Портсмутський мир позбавляв Російську імперію виходу в Тихий океан. Втрата Південного Сахаліну ставила під загрозу зв’язок Владивостоку з Камчаткою і Чукоткою. Ці зв'язки могли бути в будь-який час порушені японцями. Російсько-японська війна закінчилася поразкою Російської імперії через економічну, політичну і військову відсталість Росії. У перемозі Японської імперії велику роль зіграла допомога, яку надали їй такі найбільші капіталістичні держави як США і Велика Британія.
Умови договору були значно ближче до російської, ніж японської програми миру, тому цей мирний договір був сприйнятий в японській громадськості як приниження, що викликало в Токіо масові безладдя.
Європейські держави та США були задоволені укладенням договору. Французька республіка у зв'язку з німецькою загрозою прагнула залучити Російську імперію до врегулювання Марокканської кризи. Велика Британія після ослаблення позицій Російської імперії на Далекому Сході розглядала її як можливого союзника проти Німецької імперії. Німецька імперія після укладення Бйоркського договору 1905 сподівалася використовувати Російську імперію у своїх цілях. США вважали, що домоглися своєї мети зупинити просування Російської імперії на Далекому Сході, і в той же час зберегти Росію як противагу Японської імперії.
При встановленні в 1925 радянсько-японських дипломатичних відносин уряд СРСР визнав Договір за умови, що СРСР не буде нести за нього політичної відповідальності. Японська імперія систематично порушувала цей договір: в 1931 майже повністю окупувала Північно-Східний Китай (Маньчжурію), позбавило СРСР можливості нормально експлуатувати КСЗ, збудувала укріплення на Південному Сахаліні та на корейсько-радянському кордоні.